# سوبایونین
سوبایونین (به ژاپنی: 側用人 そばようにん)، اوسوبا گویونین، موقعیتی بود که در دوره ادو در حکومت شوگون‌سالاری توکوگاوا و حوزه‌های مختلف قرار گرفت. عنوان شغلی در شوگون‌سالاری توکوگاوا بود و وظیفه او این بود که همیشه در کنار شوگون خدمت کند، دستورهای شوگون را به روجو منتقل کند و نظرات روجو را به شوگون منتقل کند. شوگون اغلب در مورد مسائل سیاسی با سوبایونین مشورت می‌کرد و قدرت زیادی داشت.
اهمیت سوبا یونین در زمان شوگون پنجم توکوگاوا تسونایوشی، زمانی که واکادوشییوری، اینابا ماسایاسو، تایرو هوتتا ماساتوشی را ترور کرد، افزایش یافت. سونایوشی از ترس امنیت شخصی خود، محل استقرار «روجو» را به قسمت دورتری از قلعه منتقل کرد. برخی از معروف‌ترین سوبا یونین‌ها یاناگیساوا یوشی‌یاسو و تانوما اوکیتسوگو بودند.

## خدمتکار شوگون‌سالاری توکوگاوا
در شوگون‌سالاری توکوگاوا، اوسوبا گویونین از دستیاران نزدیک شوگون بود و نقش انتقال دستورهای شوگون به روجو و دیگران و انتقال گزارش‌های روجو به شوگون را داشت. این بالاترین رتبه خدمتکار شوگون است و به رتبه چهارم پایین داده می‌شود. او که یک هاتاموتو از کلاس ۵۰۰۰ ککو بود، از میان ملازمان برای خدمت به عنوان دستیار شوگون انتخاب شد و نقش او انتقال موضوع‌های مهمی بود.